# 리차드 에드슨

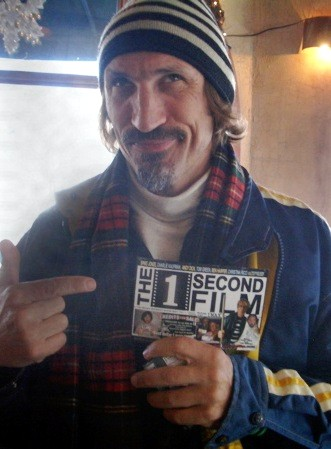

리처드 에드슨(Richard Edson, 1954년 1월 1일 ~ )은 미국의 배우, 음악가이다.
뉴로셸에서 태어났다.

## 영화
- 버닝 섀도우 (2017년)
- 분노의 건샷 (2015년)
- 다크 하트 (2014년)
- 어 글림프스 인사이드 더 마인드 오브 찰스 스완 3세 (2012년) - 산체스 역
- 블랙 다이너마이트 (2009년)
- 콜럼버스 데이 (2008년)
- 마마스 맨 (2008년)
- 언더 데어 (2007년)
- 애스트로넛 파머 (2007년) - 초퍼 밀러 역
- 컷 오프 (2006년)
- 키드 앤 아이 (2005년) - 가이 프린스 역
- 테이킹 차즈 (2005년)
- 굿나잇, 조셉 파커 (2004년)
- 프랑켄피쉬 (2004년)
- 랜드 오브 플렌티 (2004년) - 지미 역
- 스타스키와 허치 (2004년)
- 5C호 아파트 (2002년)
- 선샤인 스테이트 (2002년)
- P.O.V. - 포인트 오브 뷰 (2001년)
- 나는 조시 포론스키의 형제다 (2001년)
- 픽킹 업 더 피시스 (2000년)
- 타임코드 (2000년)
- 밀리언 달러 호텔 (2000년)
- 셰이드 (1999년)
- 씨멘트 (1999년)
- 빅 샷 (1999년)
- 룰루 온 더 브릿지 (1998년)
- 더블 탭 (1997년)
- 파이어웍 (1997년)
- 씽스 아이 네버 톨드 유 (1996년)
- 루프 (1996년)
- 웨딩 벨 블루스 (1996년)
- 지옥의 정사 (1996년) - 로드니 역
- 마르코 폴로 (1996년)
- 위너 (1996년) - 프랭키 역
- 데스티니 (1995년)
- 스트립퍼 배심원 (1995년) - 스킷 역
- 스트레인지 데이즈 (1995년) - 틱크 역
- 모터싸이클 갱 (1994년)
- 50피트 우먼 (1993년)
- 조이 브레커 (1993년)
- 사랑, 사기 그리고 도둑 (1993년)
- 파시 (1993년)
- 슈퍼 마리오 (1993년)
- 크로싱 (1992년)
- 와일드 엔젤 (1992년)
- 아이 오브 엔젤 (1991년)
- 부활자 (1989년)
- 도박의 비결 (1989년)
- 야망의 브로드웨이 (1989년)
- 똑바로 살아라 (1989년)
- 여덟명의 제명된 남자들 (1988년)
- 불사신 워커 (1987년)
- 굿모닝 베트남 (1987년) - Pvt. 애버솔드 역
- 하워드 덕 (1986년)
- 플래툰 (1986년) - 샐 역
- 천국보다 낯선 (1984년) - 에디 역
- 보텍스 (1982년)